# اد مک‌بین
 اد مک‌بین (انگلیسی: Ed McBain؛ ۱۵ اکتبر ۱۹۲۶ – ۶ ژوئیهٔ ۲۰۰۵) فیلم‌نامه‌نویس اهل ایالات متحده آمریکا بود.
از سریال‌های تلویزیونی که وی در آن نقش داشته‌است، می‌توان به غرب رؤیایی اشاره کرد.